# Elizabeth Holloway Marston
Elizabeth Holloway Marston (20 février 1893-27 mars 1993) est une avocate et psychologue américaine. Elle est l'épouse de William Moulton Marston et lui servit d'inspiration,  ainsi que son autre partenaire Olive Byrne pour la création du personnage Wonder Woman.

## Biographie
Elizabeth Holloway Marston commence ses études en psychologie et obtient son baccalauréat en droit en 1918 dans un contexte où l'accès à l'enseignement aux femmes est limité. Diplômée par la suite au barreau à l'Université de Boston, la première université mixte du Massachusetts, elle suit son mari William Moulton Marston à l'Université de Harvard. Après avoir eu son premier enfant à 35 ans, elle mène plusieurs missions scientifiques et devient rédactrice en chef pour Encyclopædia Britannica et le magazine McCall, un périodique féminin.      
En 1925, le couple rencontre une étudiante, Olive Byrne, nièce de Margaret Sanger, militante féministe. Ce ménage à trois mène une vie commune, en union libre, durant 40 ans et ont quatre enfants ensemble. Cette union reste secrète, ne respectant pas les normes conjugales de l'époque. Après la révélation accidentelle de cette union, William Moulton Marston est licencié de son poste de professeur. À cette occasion en 1941, William Moulton crée la super-héroïne Wonder Woman  dont ses deux compagnes lui inspirent les caractéristiques du personnage imposant ainsi une vision originale de la femme dans la bande dessinée.     
En 1947, après la mort de William Moulton Marston d'un cancer, les deux veuves continuent de mener une vie commune.

## Filmographie
En 2018, le film My Wonder Women, réalisé par la réalisatrice américaine Angela Robinson, relate cette union libre et l'influence féministe de son auteur.    

## Publications scientifiques
- Marston, W. H., King, C. D., & Marston, E. H. (1931). Integrative psychology: A study of unit response. New York: Harcourt Brace.
- Marston, E. H. (1927). Training the toddler and the adolescent girl. The Journal of Abnormal and Social Psychology, 22, 217-221.